# Chuỗi Fourier
Trong toán học, chuỗi Fourier (được dặt tên theo nhà toán học Joseph Fourier) của một hàm tuần hoàn là một cách biểu diễn hàm đó dưới dạng tổng của các hàm tuần hoàn có dạng ejnx, trong đó, e là số Euler và j là đơn vị số ảo.Theo công thức Euler, các chuỗi này có thể được biểu diễn một cách tương đương theo các hàm sin và hàm cos.
Một cách tổng quát, một chuỗi hữu hạn của các hàm lũy thừa của số ảo được gọi là một chuỗi lượng giác. Fourier là người đầu tiên nghiên cứu chuỗi lượng giác theo các công trình trước đó của Euler, d'Alembert và Daniel Bernoulli. Fourier đã áp dụng chuỗi Fourier để giải phương trình truyền nhiệt, các công trình đầu tiên của ông được công bố vào năm 1807 và 1811, cuốn Théorie analytique de la chaleur của ông được công bố vào năm 1822. Theo quan điểm của toán học hiện đại, các kết quả của Fourier có phần không chính thức liên quan đến sự không hoàn chỉnh trong khái niệm hàm số và tích phân vào đầu thế kỉ XIX. Sau đó, Dirichlet và Riemann đã diễn đạt lại các công trình của Fourier một cách chính xác hơn và hoàn chỉnh hơn.

## Khái niệm chung
Cho một hàm số f với giá trị phức và biến thực t, f: R → C, mà f(t) là liên tục và khả vi gián đoạn, tuần hoàn với chu kì T, và bình phương khả tích trên đoạn {\displaystyle t_{1}} đến {\displaystyle t_{2}} với chiều dài T, nghĩa là,
{\displaystyle \int _{t_{1}}^{t_{2}}|f(t)|^{2}\,dt<+\infty }
với
- {\displaystyle T=t_{2}-t_{1}} là chu kì,
- {\displaystyle t_{1}} và {\displaystyle t_{2}} là cận tích phân.

Chuỗi Fourier  của f là
- {\displaystyle f(t)={\frac {1}{2}}a_{0}+\sum _{n=1}^{\infty }[a_{n}\cos(n\omega _{0}t)+b_{n}\sin(n\omega _{0}t)]}

mà trong đó, với các số nguyên không âm n,
- {\displaystyle \omega _{0}={\frac {2\pi }{T}}} là tần số góc (theo radian) của hàm số f,
- {\displaystyle a_{0}={\frac {2}{T}}\int _{t_{1}}^{t_{2}}f(t)dt}
- {\displaystyle a_{n}={\frac {2}{T}}\int _{t_{1}}^{t_{2}}f(t)\cos(n\omega _{0}t)\,dt} là các hệ số Fourier chẵn của f, và
- {\displaystyle b_{n}={\frac {2}{T}}\int _{t_{1}}^{t_{2}}f(t)\sin(n\omega _{0}t)\,dt} là các hệ số Fourier lẻ của f.

Một cách tương đương, dưới dạng mũ hàm phức,
- {\displaystyle f(t)=\sum _{n=-\infty }^{+\infty }c_{n}e^{i\omega _{n}t}}

với:
{\displaystyle \omega _{n}={2\pi {\tfrac {n}{T}}}.}
- {\displaystyle c_{n}={\frac {1}{T}}\int _{t_{1}}^{t_{2}}f(t)e^{-i\omega _{n}t}\,dt,}
- {\displaystyle i} là đơn vị ảo, và
- {\displaystyle e^{i\omega _{n}t}=\cos(\omega _{n}t)+i\sin(\omega _{n}t)} theo đúng công thức Euler.

### Chuỗi Fourier cho các hàm số tuần hoàn có chu kì 2π
Với một hàm tuần hoàn khả tích ƒ(x) trên đoạn [−π, π], các số
{\displaystyle a_{n}={\frac {1}{\pi }}\int _{-\pi }^{\pi }f(x)\cos(nx)\,dx,\quad n\geq 0}
và
{\displaystyle b_{n}={\frac {1}{\pi }}\int _{-\pi }^{\pi }f(x)\sin(nx)\,dx,\quad n\geq 1}
được gọi là các hệ số Fourier của ƒ. Tổng một phần của chuỗi Fourier của ƒ, được ký hiệu bởi
{\displaystyle (S_{N}f)(x)={\frac {a_{0}}{2}}+\sum _{n=1}^{N}\,[a_{n}\cos(nx)+b_{n}\sin(nx)],\quad N\geq 0.}
Tổng một phần của ƒ là các đa thức lượng giác. Tổng một phần SN ƒ xấp xỉ hàm số ƒ, và sự xấp xỉ tốt dần lên khi N tiến ra vô hạn. Chuỗi vô hạn
{\displaystyle {\frac {a_{0}}{2}}+\sum _{n=1}^{\infty }\,[a_{n}\cos(nx)+b_{n}\sin(nx)]}
được gọi là chuỗi Fourier của ƒ.

## Tính hội tụ của chuỗi Fourier
Chuỗi Fourier không phải lúc nào cũng hội tụ, và ngay cả khi nó hội tụ tại một điểm x0 trên trục x, giá trị tổng của chuỗi tại x0 có thể khác giá trị của ƒ(x0). Nếu một hàm số bình phương khả tích trên đoạn [−π, π], thì chuỗi Fourier hội tụ đến hàm số đó tại hầu hết tất cả các điểm.